# Jordán (Třebíč)
Jordán je bývalý vodovodní rybník v Třebíči. Rybník se nacházel v prostoru parčíku na Masarykově náměstí u třebíčského gymnázia a sloužil k napájení bývalého městského příkopu u městských hradeb. Pozůstatky vodního příkopu se dají nalézt v prostorách nedaleko zbytků třebíčských hradeb podél ulice Bedřicha Václavka. V roce 1519 byl v domcích u rybníka zřízen městský špitál.